# Uno contro l'altro, praticamente amici
Uno contro l'altro, praticamente amici è un film italiano del 1981, diretto da Bruno Corbucci.

## Trama
Franco Colombo, ragazzo sempliciotto e ingenuo grande appassionato di fiori, vive a Varese facendo giardinaggio, mantenuto dallo zio Fortunato, titolare di una ditta di carni in scatola. Lo zio, però, muore improvvisamente: Franco diventa quindi il nuovo presidente dell'azienda e viene incaricato dall'avvocato della ditta, al fine di evitare il fallimento, di andare a Roma per consegnare 100 milioni nelle mani di un onorevole corrotto per ottenere un'importante commessa di forniture all'estero. Sbarcato a Fiumicino, nell'auto che ha noleggiato per arrivare a Roma trova Quinto Cecioni, detto Er Monnezza, un ladruncolo romano appena uscito di galera.
Giunti a Roma, i due trascorrono la serata insieme in un bordello gestito da una vecchia amica di Quinto. La mattina dopo, però, quando Franco arriva al ministero, al momento di consegnare la valigetta scopre che all'interno, al posto dei soldi, ci sono dei rotoli di carta igienica.
Inizialmente, Franco sospetta che il colpevole sia proprio Quinto in virtù dei suoi precedenti, ma in realtà quest'ultimo è innocente: i due, quindi, insieme si mettono alla ricerca dei soldi. Dopo varie peripezie, alla fine scoprono, grazie alla scaltrezza di Quinto, che la valigetta è stata furtivamente scambiata in albergo dallo stesso avvocato dell'azienda, e vanno nottetempo a recuperarla di nascosto fino a casa sua a Varese. Tornati a Roma, Franco può finalmente consegnare il denaro, ma nel frattempo Quinto ha scoperto che l'onorevole è un assiduo frequentatore del bordello in cui i due avevano passato la prima serata e, alla luce di ciò, fa in modo che Franco ottenga l'appalto della fornitura senza pagare un soldo.
Franco riparte per Varese con la sorella di Quinto, al quale regala la valigetta con i 100 milioni.

## Collegamenti ad altri film
Grazie ad alcuni riferimenti inseriti nel corso del film, si evince come le vicende si svolgano nel medesimo universo in cui hanno agito in precedenza altri personaggi interpretati da Tomas Milian ed alcuni attori anch'essi presenti in quelle pellicole. Tuttavia però, le comparse abituali dei film di Milian interpretano qui ruoli differenti come ad esempio il personaggio di Bombolo che, seppur mantenendo le caratteristiche di Venticello, assume il nome di "Capoccione" e non è più scapolo ma sposato.
Il film presenta alcuni riferimenti alla serie poliziottesca del personaggio di Nico Giraldi, per mezzo di alcune esternazioni di Quinto Cecioni (che, interpretato da Tomas Milian viene soprannominato "Er Monnezza") ed esclama "Non sono mica la squadra antifurto!" (riferimento all'omonimo film del 1976) e che in una conversazione telefonica sostiene di essere stato arrestato proprio da "Er Pirata", il soprannome di Nico Giraldi.

## Accoglienza

### Incassi
- L'incasso ai botteghini fu di 1.086.000.000 di Lire.[senza fonte]

### Critica
- «Sud e Nord si tendono la mano in una ridanciana metafora dell'unità d'Italia all'insegna dello spettacolo popolare». (Tullio Kezich - Il nuovissimo Millefilm).
- «Con un'altra sceneggiatura l'idea, benché non originale, si sarebbe potuta ugualmente dimostrare fruttuosa». (Segnalazioni cinematografiche).

## Colonna sonora
- In diversi momenti del film è possibile sentire alcuni brani presi dalle colonne sonore dei film di Bud Spencer e Terence Hill, composte e dirette dai fratelli De Angelis: Anche gli angeli tirano di destro (1974), I due superpiedi quasi piatti (1977), Pari e dispari (1978).